# تقویت‌کننده ویلیامسون

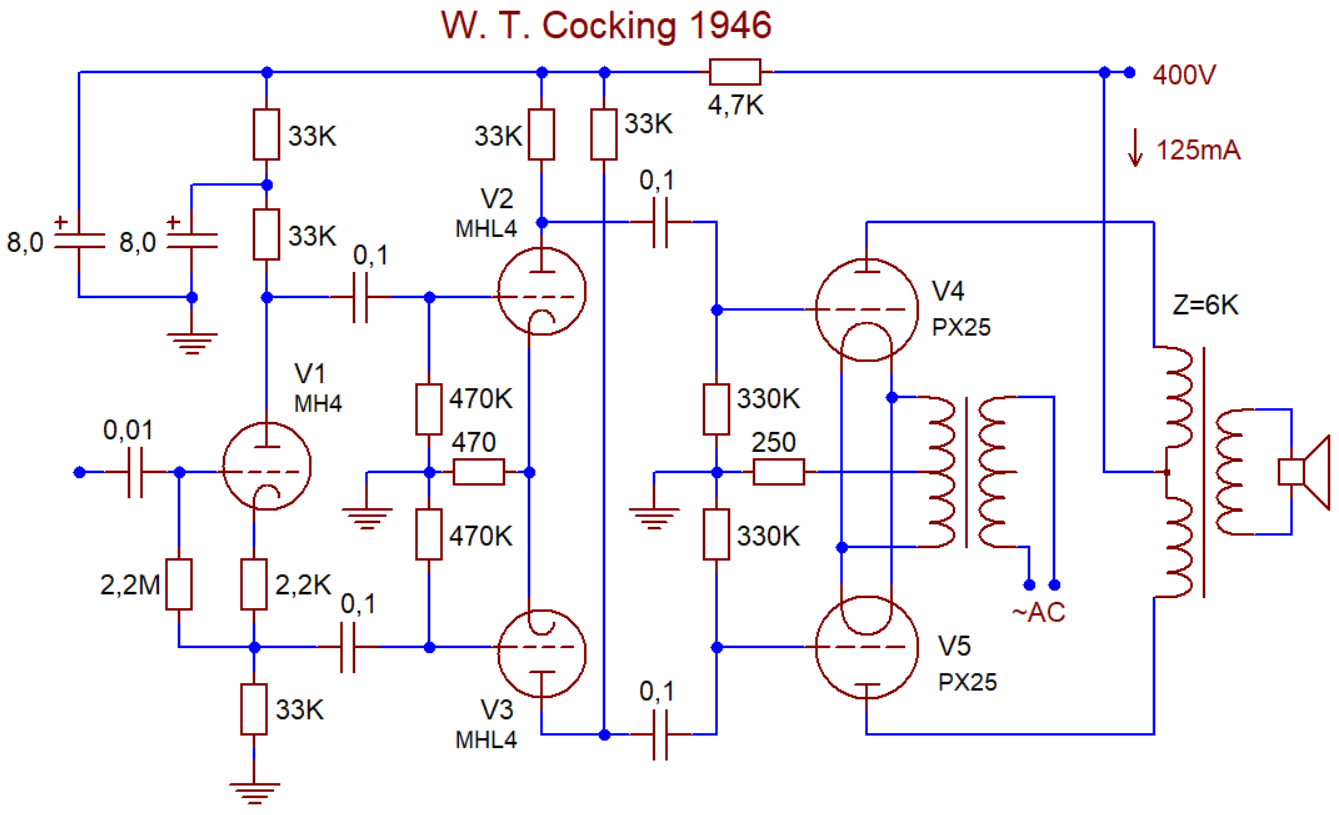
نسخه نهایی تقویت‌کننده باکیفیت کوکینگ، ۱۹۴۶. عدم وجود خازن‌های بای‌پس کاتد یک ویژگی «علامت تجاری» در طراحی ویلیامسون بود که مستقیماً از کار کوکینگ به ارث رسیده‌است

تقویت‌کننده ویلیامسون یک تقویت‌کننده توان صوتی لامپی چهار-طبقه، پوش-پول، کلاس-ای با خروجی لامپ ترایود است که توسط دی تی ان ویلیامسون در طول جنگ جهانی دوم طراحی شد. مدار اصلی، در سال ۱۹۴۷ منتشر شد و مورد توجه و دقت نزد جامعه جهانی خودت انجام بده، استاندارد پخش صوت با وفاداری بالا را تعیین کرد و در طول دهه ۱۹۵۰ از یک محک یا طراحی تقویت‌کننده مرجع استفاده کرد. مدار اصلی توسط صدها هزار آماتور در سراسر جهان کپی شد . این مورد موردعلاقه تام صحنه‌های دی‌آی‌وای دهه ۱۹۵۰ بود و در آغاز آن دهه نیز بر بازارهای انگلیس و آمریکای شمالی برای تقویت‌کننده‌های کارخانه‌ای-مونتاژشده تسلط داشت.
مدار ویلیامسون بر اساس تقویت‌کننده باکیفیت جهان یبی‌سیم ۱۹۳۴ توسط والتر کوکینگ، با یک طبقه تقویت‌کننده خطای اضافی و یک حلقه بازخورد منفی کلی ساخته شد. بازخورد عمیق، تترودهای قدرت KT66 متصل به تریود ، انتخاب پایستار جریان‌های ایستا و استفاده از ترانسفورماتور خروجی با پهنای‌باند-عریض، همه به عملکرد ویلیامسون کمک کرده‌اند. آن دارای نرخ توان خروجی متوسط ۱۵ وات  اما با داشتن اعوجاج هارمونیکی و میان‌مدگرایی بسیار کم، پاسخ فرکانسی هموار در تمام محدوده فرکانسی قابل شنیدن و میرایی مؤثر تشدید بلندگو، از همه طرح‌های معاصر پیشی گرفت. رقم اعوجاج ۰/۱٪ تقویت‌کننده ویلیامسون ملاک عملکرد وفاداری بالا شد که در قرن ۲۱ همچنان معتبر است.

## نظرات
1. ↑  All ratings here and below are per channel. The amplifier was designed well before the advent of stereo, and was never intended for multi-channel sound.